# Henry (Nebraska)
Henry – wieś w Stanach Zjednoczonych, w stanie Nebraska, w hrabstwie Scotts Bluff.